# Ромео, мой сосед
Ромео, мой сосед (азерб. Romeo mənim qonşumdur) — азербайджанский советский фильм. Премьера — 16 января 1964 года (Баку), 6 июля 1964 (Москва).

## О фильме
Экранизация популярной современной оперетты Рауфа Гаджиева.

## В ролях
- Адиль Искендеров — Гулиев
- Софа Бесирзаде — Солмаз
- Надежда Самсонова — Стелла
- Ираклий Хизанишвили — Ариф
- Ариадна Шенгелая — Нона
- Сиявуш Аслан — Самед
- Ипполит Хвичиа — Колумб
- Микаэла Дроздовская — Шура
- Талят Рахманов — пьющий пиво

## Съёмочная группа
- Режиссёр — Шамил Махмудбеков
- Сценарист — Иосиф Прут
- Оператор — Тейюб Ахундов
- Композитор — Рауф Гаджиев